# 내골격

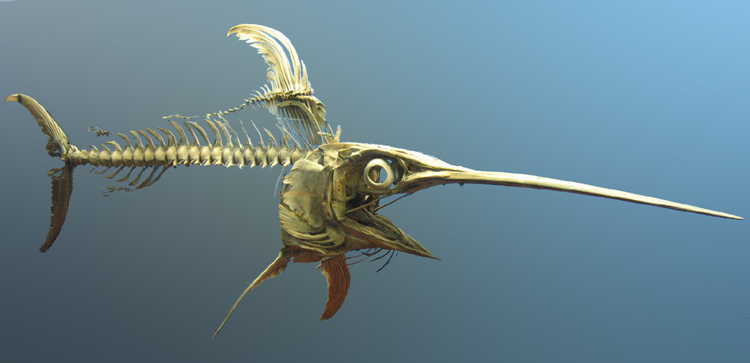
황새치의 내골격

내골격(內骨格, Endoskeleton) 또는 속뼈대는 동물의 몸을 지탱하는, 뼈로 된 구조이다. 단단한 구조로 구성되어 있으며, 근육에 의해서 움직인다. 그리고 그중 광물화 혹은 골화된 구조를 뼈라고 한다. 연골은 내골격에 있는 구성요소이며 골격을 지지하고 보충한다. 사람의 귀와 코는 연골에 의해 구성된다. 상어는 몸 전체가 연골로 구성되어 있으며 골화된 뼈는 없다. 뼈와 다른 단단한 조직 간의 연결은 인대로 이루어지며, 근육과의 연결은 힘줄로 이루어진다. 내골격(內骨格)을 크게 분류하면 중축 골격과 외지 골격으로 나눌 수 있다.

## 구분

### 중축 골격
척삭은 원색동물에서 볼 수 있는 결합 조직의 일종으로, 원장(原腸)의 배벽이 신경관의 배쪽을 따라 부풀어 있는 간상체(桿狀體)로서 외피는 내외 두 층의 막에 싸여 있다. 바깥쪽의 막은 얇고 탄력이 있는 막이고 안쪽의 막은 섬유 모양의 층인데, 양쪽이 다 척삭에서 분비된 것이다.

### 척추
척추동물 특유의 골격으로 다수의 척추뼈가 체절 모양으로 늘어서 있다. 척삭에서 진화한 것으로서, 본체는 원통 모양의 추체(椎體)인데, 여기서 갖가지 돌기가 나와 있다. 등쪽에는 한 쌍의 신경 돌기가 있고, 그 끝은 척수를 둘러싸며 합쳐져 추궁(椎弓)이 되고 그 정점은 가시 모양의 돌기를 이루고 있다. 몸통의 척추뼈에는 배쪽에 한 쌍의 혈도 돌기(血道突起)가 있는데, 그 속으로 혈관이 지나고 있다. 어류에서는 이것이 일종의 갈비뼈가 되어 창자를 보호하게 된다. 또 어류 이상의 동물에는 추체의 양쪽에 횡돌기가 있는데, 여기에 갈비뼈가 붙어 있다, 척추뼈의 수는 동물에 따라 달라, 개구리는 10개 밖에 안 되지만, 뱀은 400∼500개의 척추뼈를 지니고 있다. 또 척추뼈는 부위에 따라, 경추·흉추·요추·미추 등으로 구별되고, 구조도 여러 가지로 분화되어 있다.

### 머리뼈

사람 두개골의 측면부
1. 이마뼈(Frontal bone)
2. 마루뼈(Parietal bone)
3. 코뼈(Nasal bone))
4. 눈물뼈(Lacrimal bone)
5. 벌집뼈(Ethmoid bone)
6. 나비뼈(Sphenoid bone)
7. 뒤통수뼈(Occipital bone)
8. 관자뼈(Temporal bone)
9. 광대뼈(Zygomatic bone)
10. 위턱뼈(Maxilla)
11. 아래턱뼈(Mandible)

척추동물 특유의 것으로 원구류에 처음으로 나타났으며, 포유류에서는 매우 견고한 것으로 발달하고 있다. 발생상으로는 뇌와 감각기를 감싸는 머리뼈와 구강과 인두의 벽에 생긴 장골로 구성되어 있다.

### 외지 골격
외지 골격의 원시형은 지느러미로, 여기에는 무대(無對) 지느러미와 유대(有對)지느러미 두 종류가 있다. 육생 척추동물의 앞·뒷다리는 어류의 유대 지느러미와 같아 계통·발생적으로도 어류의 유대 지느러미와 비교해 볼 수 있다. 외지 골격은 구조상 지골(肢骨)과 유리골(遊離骨)로 구별되는데, 보통 유리골은 동물의 종류에 따라 변화가 많지만, 양서류 이상에서는 대개 오지형(五指型)을 기본으로 하고 있다.

#### 무척추동물의 내골격
동물 몸 깊숙이 있는 골편으로, 지탱하는 구조로 된 점으로는 골격이라고 할 수 있으나, 운동을 일으키는 근육이 붙어 있지 않다. 해면류의 석회질 또는 규산질로 이루어진 골편이 이에 속한다.

## 같이 보기
- 외골격
- 유체골격